# Ichneumon coniger
Ichneumon coniger är en stekelart som beskrevs av Peter Friedrich Ludwig Tischbein 1876. Ichneumon coniger ingår i släktet Ichneumon och familjen brokparasitsteklar. Arten är reproducerande i Sverige. Inga underarter finns listade i Catalogue of Life.